# Massérac
Massérac är en kommun i departementet Loire-Atlantique i regionen Pays de la Loire i nordvästra Frankrike. Kommunen ligger i kantonen Guémené-Penfao som tillhör arrondissementet Châteaubriant. År 2022 hade Massérac 670 invånare.

## Befolkningsutveckling
Antalet invånare i kommunen Massérac
| Referens: INSEE |